# ...non dite a mamma che la babysitter è morta!
...non dite a mamma che la babysitter è morta! (Don't Tell Mom the BabySitter's Dead) è un film statunitense del 1991 diretto da Stephen Herek.

## Trama
Prima di partire per un viaggio all'estero in compagnia del suo nuovo fidanzato, la signora Crandell si era tanto raccomandata con i suoi cinque ragazzi: “Fate i bravi, e ubbidite alla babysitter come fareste con me”. Ma quando l'anziana e dittatoriale signora, incaricata di sorvegliare i cinque ragazzi, improvvisamente “toglie il disturbo” per cause naturali, la situazione precipita: l'estate di libertà che Sue Ellen e i suoi fratelli, Kenny, Zach, Melissa e Walter, già pregustavano diventa una lunga sequenza di imprevedibili complicazioni. Senza soldi e senza la possibilità di resistere per due mesi, Sue Ellen, la maggiore della famiglia Crandell, si finge una grande manager per ottenere il posto di dirigente in una multinazionale di moda. La ragazzina viene assunta senza troppe domande dalla vicepresidente, Rose Lindsey, e presto comincia a dare filo da torcere alle più esperte del settore, unendo alla sua grande voglia d'imparare il fresco gusto adolescenziale che non si sforza di avere. Ma le bugie portano ad altre bugie … e quando la società rischia la bancarotta, solo le sue “giovani” idee potranno salvare il suo lavoro e quello dei suoi nuovi amici.

## Colonna sonora
Segue un elenco dei brani inclusi nel film: 
- Draggin' the Line - Beat Goes Bang
- Perfect World - Alias
- What She Don't Know - Flame
- Keep the Faith - Valentine
- Chains - Lorraine Lewis
- I Only Have Eyes For You - Timothy B. Schmit
- The Best Thing - Boom Crash Opera
- Viva La Vogue - Army of Lovers
- Stampede - Brad Gillis
- Bitter - Terrell
- Life's Rich Tapestry - Modern English
- Children of the Fire - Mike Reeves
- Runnin' on Luck Again - Valentine
- Gimme Some Money - Spinal Tap
- As Time Goes By - Herman Hupfield
- Twilight Zone Theme - Marius Constant